# Bataliony Celne
Bataliony Celne – formacja graniczna II Rzeczypospolitej.
Latem 1921 roku Ministerstwo Skarbu przekazało część batalionów celnych odpowiedzialnemu za ochronę granicy wschodniej Ministerstwu Spraw Wewnętrznych. Kolejne 10 batalionów celnych zorganizowano ze składów kompanii wartowniczych obozów jenieckich i internowanych, batalionów etapowych i batalionów wartowniczych.

## Sytuacja polityczna Polski
W 1921 roku zakończono walki o granice odradzającej się Polski. Długość granicy wynosiła 5529 km. Z tego 140 km przypadało na granicę morską, 1912 km na granicę z Niemcami, 1412 km z Rosją Sowiecką, 984 km z Czechosłowacją, 507 km z Litwą, 394 km z Rumunią, 109 km z Łotwą oraz 121 km z Wolnym Miastem Gdańskiem. Ustalenia dotyczące polskich granic, spośród sześciu jej bezpośrednich sąsiadów w pełni zaakceptowały tylko Rumunia i Łotwa. Od początku istnienia największe problemy stwarzała sztucznie wytyczona granica z Rosją Sowiecką. Przecinała ona często gminy i miejscowości niszcząc więzy gospodarcze, społeczne a nawet rodzinne. Powołana na mocy traktatu ryskiego mieszana komisja graniczna do marca 1923 roku nadzorowała ustawienie w terenie znaków granicznych. Na granicy polsko–litewskiej, pomimo rezolucji Rady Ligi Narodów z 3 lutego 1923 roku, ułożenie pokojowych stosunków międzysąsiedzkich było niemożliwe. Utrzymujący się na wschodzie stan zagrożenia wymusił organizację ochrony granicy opartą na jednostkach zmilitaryzowanych.
Na północnej, zachodniej i południowo–zachodniej granicy państwa sytuacja polityczna stabilizowała się. Możliwe stało się oddanie utworzonego systemu ochrony celno–gospodarczej w ręce władzy cywilnej.

## Formowanie i zmiany organizacyjne
Bataliony celne Ministerstwa Skarbu
Z chwilą zakończenia przejmowania i obsadzania granic przez Bataliony Wartownicze, Ministerstwo Spraw Wojskowych przekazało Ministerstwu Skarbu do czasowej dyspozycji cały utworzony system ochrony granic na zachodzie i południu kraju. 28 stycznia 1921 roku Ministerstwo Spraw Wojskowych do dyspozycji Ministerstwa Skarbu przekazano 21 batalionów wartowniczych pełniących dotychczas służbę graniczną. 26 marca 1921 roku ukazało się zarządzenie MSWojsk, gdzie we wstępie stwierdzano: „Z dniem 1 kwietnia 1921 roku ochrona celno-gospodarcza zachodniej i południowej granicy przechodzi definitywnie pod wyłączne kompetencje Ministerstwa Skarbu”. Z dniem tym Bataliony Wartownicze zmieniły nazwę na Bataliony Celne i nadane im zostały nowe numery. Bataliony poddano reorganizacji. Z dniem 1 kwietnia 1921 roku utworzono bataliony celne nr 1 do 21. Już 13 czerwca Ministerstwo Spraw Wojskowych przekazało kolejne 12 batalionów etapowych i wartowniczych. Przekazane bataliony przekształcono w bataliony celne nr 22 do 33. Pod względem wojskowym przeorganizowana formacja, została podporządkowana Ministerstwu Spraw Wojskowych, w innych sprawach poprzez Główną Komendę Batalionów Celnych – Ministerstwu Skarbu. Od dnia 13 czerwca 1921 roku na granicy polsko–niemieckiej, polsko–czechosłowackiej, granicy z Wolnym Miastem Gdańskiem oraz na wybrzeżu morskim służbę pełniły 33 bataliony celne. Ze względu na odmienną sytuację polityczną na granicy wschodniej i północno– wschodniej, do lipca 1922 roku, jej ochronę pozostawiono w rękach dotychczasowych władz wojskowych. Żołnierze batalionów celnych nosili umundurowanie obowiązujące w Wojsku Polskim, a na zewnętrznej stronie lewego rękawa naszywki rozpoznawcze z jasnozielonego sukna w kształcie prostokąta. 
Bataliony Celne podlegały w zasadzie Ministerstwu Skarbu, ale sprawy dyscyplinarne były nadal w kompetencji dowództw okręgów generalnych. DOG-i  miały także obowiązek przydzielenia batalionom pomieszczeń, zaopatrzenia żołnierzy, zapewnienie opieki lekarskiej i weterynaryjnej. Środki finansowe zapewniało Ministerstwo Skarbu. Przekazanie batalionów celnych MSWojsk. traktowało jako rozwiązanie tymczasowe, bowiem w miarę formowania i przejmowania granicy przez Straż Celną, jednostki wojskowe miały wrócić pod rozkazy Ministerstwa Spraw Wojskowych
Kolejnych zmian dokonano latem 1921 roku. Większość batalionów etapowych i wartowniczych stacjonujących na granicy z Rosją Sowiecka, Ukrainą, Łotwą oraz Rumunią zostało przeorganizowanych na bataliony celne. Ministerstwo Spraw Wojskowych przekazało Ministerstwu Skarbu kolejnych dwanaście batalionów celnych stojących na granicy wschodniej. Ochronę granicy wschodniej wzmocniły też bataliony celne pełniące do tej pory służbę na granicy zachodniej. Na granicy z Litwą zadania graniczne nadal realizowały bataliony etapowe.
Bataliony celne Ministerstwa Spraw Wewnętrznych
Z dniem 10 września 1921 roku przekazano jednostki graniczne i Komendę Główną Batalionów Celnych Ministerstwa Skarbu do dyspozycji Ministerstwa Spraw Wewnętrznych. Jesienią 1921 roku na bazie kompanii wartowniczych obozów jenieckich i internowanych, batalionów etapowych, batalionów wartowniczych zorganizowano kolejne 10 batalionów celnych.
Na przełomie 1921/1922 roku opracowano koncepcję popieraną przez Głównego Inspektora Wojsk Granicy Wschodniej podziału wschodniego odcinka granicznego na dziewięć okręgów oraz sformowania dla każdego z nich po jednej brygadzie celnej. Brygadom podporządkowane miały zostać stacjonujące na ich terenie bataliony celne. Dla 24 batalionów celnych utworzono sześć brygad z siedzibą dowództw: w Dokszycach, Kłecku, Rokitnie, Milatynie, Kamionkach i Stryju.
Na granicy zachodniej do maja 1922 roku bataliony celne i nowo tworzona Straż Celna pełniły służbę równolegle, a Główna Komenda Baonów Celnych dalej wchodziła w skład Ministerstwa Skarbu. Przekazanie Ministerstwu Spraw Wewnętrznych nastąpiło na mocy rozkazu z 29 maja 1922 roku. Kompetencje Komendy w stosunku do baonów celnych pełniących służbę na granicy wschodniej zostały zmniejszone. Pozostawiono w jej gestii zadania związane z organizacją, wyszkoleniem, sprawami personalnymi i dyscyplinarnymi batalionów, z wymogiem kontrasygnaty Ministra SW. Inspekcje dotyczące służby granicznej przejęło w całości Ministerstwo Spraw Wewnętrznych i realizowało w terenie przy pomocy specjalnie w tym celu powołanych urzędników organów administracyjnych I i II instancji (wojewodów i starostów), a do września także przez Głównego Inspektora Wojskowego Granicy Wschodniej i jego przedstawicieli w terenie.
Będąc już w strukturach Ministerstwa Spraw Wewnętrznych, Główna Komenda Baonów Celnych sprawowała w stosunku do batalionów stacjonujących na granicy zachodniej i południowej, wojskowe kierownictwo do czasu ich likwidacji. Z dniem 1 sierpnia 1922 roku Ministerstwo Spraw Wewnętrznych przejęło ochronę granicy z Litwą.
Uchwałą z 21 lipca 1921 roku Rada Ministrów nakazała wzmocnić ochronę granicy wschodniej przez wydzielenie oddziałów konnych. Policja Państwowa wydzieliła 1000 konnych. Ministerstwo Spraw Wojskowych delegowało na granicę wschodnią szwadrony kawalerii Wojska Polskiego. Na odcinku DOG Lwów służbę pełnił szwadron 6 pułku ułanów, na odcinku DOG Lublin – szwadrony z 9 i 12 pułku ułanów, DOG Brześć Litewski – szwadrony z 21 i 25 pułku ułanów. Dowództwo 2 Armii – wystawiło po jednym szwadronie z 4, 12 i 23 pułku ułanów. We wrześniu przekazano też do ochrony granicy szwadrony etapowych żandarmerii o numerach 20, 26 i 27.
Nowy system ochrony granicy wschodniej posiadał mankamenty typu kompetencyjnego, jak i merytorycznego. Sejm powołał komisję do zbadania przyczyn powodujących niedostateczną ochronę granicy wschodniej. Komisja potwierdziła wiele nieprawidłowości i zaproponowała szereg rozwiązań.
Wykonując postanowienia uchwały Rady Ministrów z 23 maja 1922 roku, Minister Spraw Wewnętrznych, rozkazem z 9 listopada 1922 roku zmienił nazwę „Baony Celne” na „Straż Graniczna”. Wprowadził jednocześnie w formacji nową organizację wewnętrzną.

## Służba graniczna
Z dniem 1 kwietnia 1921 roku powstałe Bataliony Celne Ministerstwa Skarbu przejęły ochronę granicy polsko–niemieckiej na północy, zachodzie i południu, polsko-czechosłowackiej, granicy z Wolnym Miastem Gdańsk oraz wybrzeże morskie. Ochraniano też odcinek granicy polsko–rumuńskiej Żeżawa – Zaleszczyki na wschodzie. Z dniem 13 sierpnia 1921 roku Bataliony Celne Ministerstwa Spraw Wewnętrznych przejęły też pod ochronę granicę północno–wschodnią i wschodnią. Z dniem 10 września 1921 roku przeszła w kompetencje Ministerstwa Spraw Wewnętrznych ochrona granicy z Łotwą, Rosją Radziecką oraz Rumunią na odcinku Żezawa – Zaleszczyki. Obejmowała obszar województw: nowogródzkiego, poleskiego, tarnopolskiego i wołyńskiego. Każde województwo stanowiło jeden odcinek oznaczony numerem rzymskim. Te dzieliły się na pododcinki–powiaty. 
Wydana została przez Ministrów Spraw Wewnętrznych, Spraw Wojskowych oraz Skarbu Instrukcja dla Baonów Celnych, dotycząca podporządkowywała pod względem dyspozycyjnym i służbowym Baony Celne ochraniające wschodnie granice państwa wyłącznie Ministerstwu Spraw Wewnętrznych poprzez podległe mu organy administracyjne I i II instancji. Stacjonująca w Warszawie Główna Komenda Baonów Celnych, ze względu na duże odległości, utraciła zdolność wykonywania postawionych przed nią zadań związanych między innymi z przeprowadzaniem kontroli.
W skład batalionów celnych wchodziły przydzielone z Armii oddziały konne. Pod względem dyspozycyjnym, służby, dyscypliny, zaprowiantowania i poborów podlegały one dowódcom batalionów celnych. W innych sprawach decyzje podejmowali dowódcy jednostek. Do zadań oddziałów konnych należało patrolowanie granicy, nieprzepuszczanie przez kordon w miejscach niedozwolonych osób i towarów, poszukiwanie, ściganie i zatrzymywanie przemytników i odsyłanie ich do właściwych urzędów celnych, zatrzymywanie i odbieranie przemytnikom towarów i dostarczanie ich do właściwych urzędów celnych.

## Dowódcy formacji
- płk Bronisław Zaniewski (1 IV 1921 – VI 1921)
- gen. (ppor.) bryg. Maksymilian Linda (VI 1921 – VI 1922)
- płk Władysław Jaxa-Rożen (1 VII 1922–9 XI 1922)

## Struktura organizacyjna
Główna Komenda Batalionów Celnych – Warszawa, aleje Jerozolimskie 80
- komendant główny (gen.por.)
- zastępca komendanta (ppłk/płk)
- adiutant (por./kpt)
- referent prawny (kpt./mjr)
- referent organizacyjny (por./kpt.)
- referent personalny oficerów (por./kpt.)
- referent personalny szeregowców (ppor./por)
- referent gospodarczy (por./kpt.)
- kierownik kancelarii (urzędnik wojskowy IX/X rangi)
- kreślarz (kpr./sierż.)
- dwie maszynistki/sekretarki
- trzech pisarzy (kpr./sierż.)
- woźny
- goniec
- dwóch szoferów (szer./pdf.)

Bataliony celne pełniące służbę na granicy:
- 1 batalion celny w Chorzelach a od I 1922 w Korotyczach
- 2 batalion celny w Szczuczynie, od I–VII 1922 w Rakowie i od VIII 1922 w Nowym Świerżeniu
- 3 batalion celny w Kościerzynie
- 4 batalion celny w Sosnowicach VII 1921 – IV 1922, Ostrowej V 1922 – VII 1922, w Sosnowicach od VIII 1922 i Mejszagole
- 5 batalion celny w Praszce
- 6 batalion celny w Sanoku do I 1922 i Dederkałach od IX 1922
- 7 batalion celny w Żywcu
- 8 batalion celny w Nowym Sączu
- 9 batalion celny w Oświęcimiu VII – VIII 1922 i Duksztach
- 10 batalion celny w Kołomyi od VII 1922 i Suwałkach
- 11 batalion celny w Kołomyi i Śniatyniu od VII 1921
- 12 batalion celny w Stryju, Drohobyczu od V 1922 i Rubieżewiczach od 1 X 1922
- 13 batalion celny w Lubawie
- 14 batalion celny w Laskach 1921
- 15 batalion celny w Chodzieży, Sosnowcu od VII 1921 i Okielnikach od VIII 1922
- 16 batalion celny w Nowe nad Wisłą
- 17 batalion celny w Lesznie, Kościerzynie od XII 1921, Cieszynie od III 1922 i Landarowie od IX 1922
- 18 batalion celny w Odolanowie i Rawiczu od VII 1921
- 19 batalion celny w Wejherowie, Cieszynie od X 1921, Nadwornej od III 1922 i Ozdamowiczach od IX 1922
- 20 batalion celny w Chojnicach
- 21 batalion celny w Tczewie
- 22 batalion celny w Borszczowie i Zaleszczykach od I 1922
- 23 batalion celny w Skałacie, Wasylkowcach i Kopyczyńcach
- 24 batalion celny w Rokitnie
- 25 batalion celny w Szumsku i Łanowcach od II 1922
- 26 batalion celny w Korcu i Milatyniu od XII 1921
- 27 batalion celny w Dziśnie i Druji od IX 1922
- 28 batalion celny w Słobódce
- 28 batalion celny w Hrycewiczach i Klecku od XI 1921
- 30 batalion celny w Krasne nad Uszą i Radoszkowiczach od IV 1922
- 31 batalion celny w Dokszycach
- 32 batalion celny w Stołpcach(?) i Świerżeń Nowy
- 33 batalion celny w Mikaszewiczach, Korotyczach od XII 1921, Olszanach od II 1922, Sienkiewiczach od III 1922 i Prozorokach od IV 1922
- 34 batalion celny w Siejłowiczach
- 35 batalion celny w Ostrogu
- 36 batalion celny w Łodzi i Korcu od XII 1921
- 37 batalion celny w Gawrylczycach i Wielki Rożen
- 38 batalion celny w Kamionki–Bogdanówka
- 39 batalion celny w Borszczowie
- 40 batalion celny w Mikłaszewiczach
- 41 batalion celny w Druskiennikiach
- 42 batalion celny w Sejnach i Sopoćkinie
- 43 batalion celny w Suwałkach
Nowych Święcianach
- 44 batalion celny w Wołkowysku i Budsławiu

### Etat batalionu celnego
Dowództwo batalionu celnego:
- dowódca batalionu (oficer sztabowy)
- adiutant (porucznik/podporucznik)
- oficer do zleceń (porucznik/podporucznik)
- oficer prowiantowy
- oficer gospodarczy
- oficer sanitarny
- podoficer prowiantowy
- podoficer magazynier
- 5 pisarzy (1 sierżant, 4 podoficerów i szeregowych)
- rusznikarz
- kucharz
- podoficer weterynarii
- 4 sanitariuszy (2 podoficerów i 2 szeregowych)
- 5 telefonistów(1 sierżant sztabowy, 2 podoficerów, 2 szeregowych)
- 5 żołnierzy taborowych

Razem: 6 oficerów, 32 szeregowców, 3 konie wierzchowe, 6 koni taborowych, 2 wozy, 1 bryczka.
Kompania celna:
- dowódca kompanii (kapitan)
- 2 oficerów młodszych (chorąży)
- 2 sierżantów – dowódców plutonów
- sierżant sztabowy
- podoficer prowiantowy
- podoficer sanitarny
- 3 plutonowych
- 9 kaprali
- 30 starszych szeregowców
- 101 szeregowców
- 1 pisarz (podoficer)
- 2 szewców
- 1 krawiec
- 5 kucharzy
- 2 telefonistów
- 6 żołnierzy taborowych

Razem: 3 oficerów, 169 szeregowców, 4 konie wierzchowe, 6 koni taborowych, 3 wozy.